# Baierbach
Baierbach é um município da Alemanha, no distrito de Landshut, na região administrativa de Niederbayern , estado de Baviera. Pertence ao Verwaltungsgemeinschaft de Altfraunhofen.